# Gespickter Hase

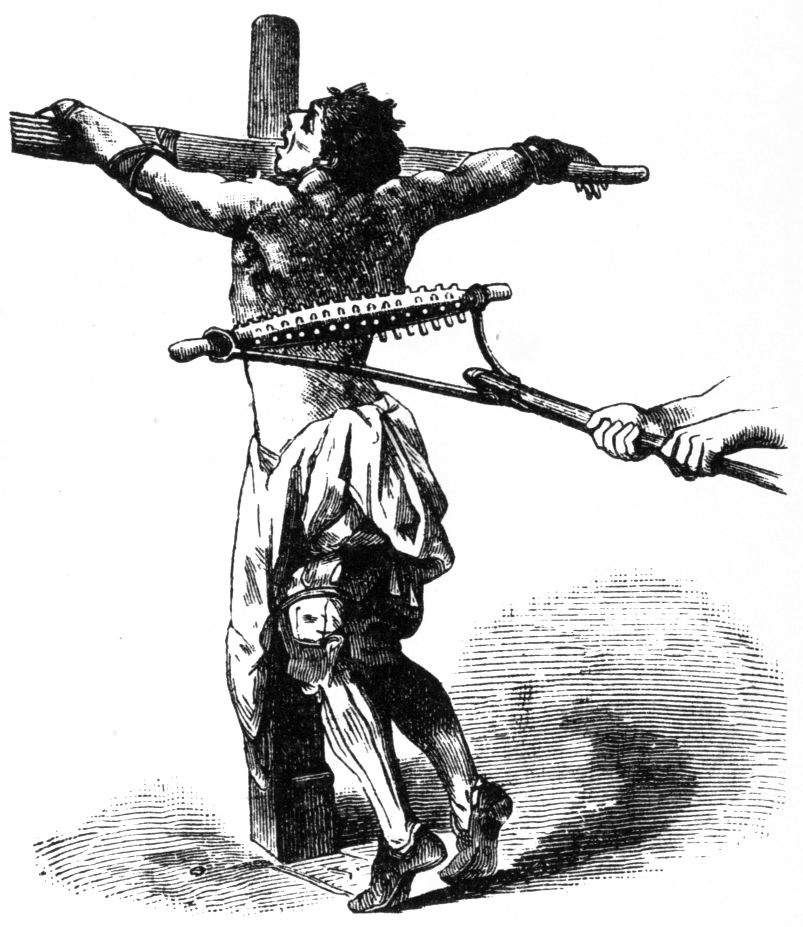
Verwendung des Folterinstruments Gespickter Hase (hier als mobiles Martergerät).

Der Gespickte Hase, gelegentlich auch als Stachelrolle bezeichnet, ist ein spätmittelalterlich-frühneuzeitliches Folterinstrument. Das Foltergerät wurde in unterschiedlichen Ausformungen und Arten verwendet. Es bestand entweder aus einem mit Spitzen besetzten („gespickten“) Kopfteil oder aus einer mit Spitzen oder Zacken versehenen Rolle oder Walze („Stachelrolle“). Eingesetzt wurde es sowohl als „mobiles“ Folterinstrument als auch stationär bei Streckbänken und Streckleitern.

## Das Folterinstrument

### Geschichte
Der Gespickte Hase wurde im Spätmittelalter und in der frühen Neuzeit bei sogenannten peinlichen Befragungen eingesetzt. Das Martergerät diente dazu, Geständnisse zu erwirken, und gehörte in der damaligen Rechtsprechung zu den gebräuchlichen Mitteln der „Wahrheitsfindung“, insbesondere auch bei Hexenprozessen. So gehörte die Verwendung des Gespickten Hasen bei der Tortur mit zu den „Grundkenntnissen“ und Aufgaben von Scharfrichtern, deren Rechte und Pflichten erstmals im Augsburger Stadtrecht von 1276 schriftlich festgehalten wurden.
Nachdem in Preußen ab 1708 faktisch keine Hexenprozesse mehr stattfanden, ließ Friedrich der Große dort 1740 die Tortur ausdrücklich abschaffen. Andere deutsche Territorien folgten ihm wenige Jahrzehnte später mit der Abschaffung oder wesentlichen Einschränkung der Folter. In der 1767 erschienenen Neuausgabe des Allgemeinen Lexikons der Künste und Wissenschaften von Jablonski, Schwabe u. a. ist noch folgende Beschreibung des Folterinstruments enthalten: „Gespickter Hase, ein Stück zu der scharfen Frage, und zwar zu derselben zweyten Grade gehörig. Es ist eine Walze, worinnen um und um zugespitzte Pflöckchen geschlagen sind. Diese wird dem Leidenden, wenn er auf der Bank ausgestreckt liegt, unter den Rücken gelegt, und hin und her gezogen.“

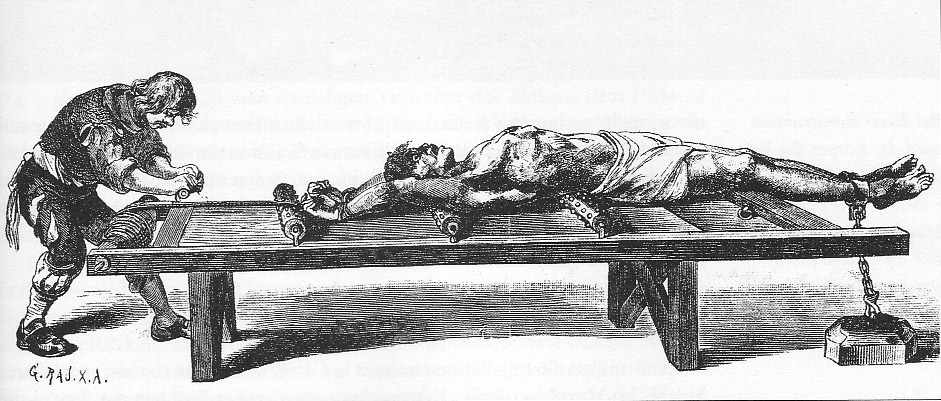
Scharfrichter bei der Tortur eines Folteropfers auf einer Streckbank, die mit drei Gespickten Hasen (hier mit Eisenspitzen besetzte Walzen) ausgestattet ist. (Abbildung eines Ausstellungsexemplars des ehemaligen Königlich Bayerischen Nationalmuseums zu München.)

### Benennung
Die Benennung Gespickter Hase nimmt Bezug auf das ähnliche Aussehen des Folterinstruments mit einem zum Braten vorbereiteten Hasen (oder Kaninchen), der mit an beiden Enden etwas hervorstehenden Speckstreifen gespickt wurde. Der (neutralere) Begriff Stachelrolle findet sich als zusätzliche Benennung, teils auch als Katalogschlagwort, in einigen früheren Museumsschriften und -bestandsverzeichnissen, wie zum Beispiel in einer 1856 erschienenen Denkschrift des Germanischen Nationalmuseums in Nürnberg. Der teils auch verwendete englische Begriff Spanish tickler bezeichnet eigentlich ein anderes Martergerät, bestehend aus einem – an einem Holzstiel angebrachten – „Fleischreißer“ mit sehr langen und scharfen Eisenkrallen, der wie eine Katzenpfote mit ausgefahrenen Krallen aussieht und in englischer Sprache auch als cat’s paw bezeichnet wird.
In einem kritischen Aufsatz über frühere Hexenprozesse im ostpreußischen Braunsberg, der in einem 1859 erschienenen Folgeband der Neuen Preußischen Provinzial-Blätter veröffentlicht wurde, kommentierte der Verfasser J. A. Lilienthal die Benennung wie folgt: „Spanische Stiefeln, gespickter Hase und ähnliche Benennungen der Marterwerkzeuge lassen, wenn nicht auf Hohn, so doch auf einen grausamen Scherz schließen, den man sich gegen die bedauerungswerthen Opfer erlaubte.“

### Ausformungen, Verwendung
Anfänglich wurde das Folterinstrument gänzlich aus Holz hergestellt, wie sich aus der Beschreibung unter dem Stichwort „Spicken“ in der Oeconomischen Encyclopädie von Krünitz u. a. in dem 1833 erschienenen Enzyklopädieband 157 ergibt: „Ein gespickter Hase, eine Art der Tortur, welche vermittelst eines mit zugespitzten Pflöcken beschlagenen Holzes zugefügt wird.“ Später wurden bei der Herstellung auch Eisenteile verwendet, insbesondere für die Spitzen oder Zacken sowie für Befestigungslaschen und -halterungen. Ausgeformt wurde das Martergerät dann meistens mit Rollen oder Walzen aus Holz, die ringsum mit Eisenspitzen oder -zacken besetzt wurden.
Zu unterscheiden sind Gespickte Hasen als mobile „Einzelmartergeräte“, die über einen Holzstiel verfügten, sowie stationäre Ausformungen in Form von spitzenbesetzten Rollen oder Walzen, die meistens in Streckbänke eingebaut wurden, teils auch in Streckleitern. Bei Streckbank-Einbauten wurden die Rollen oder Walzen zum Teil auch ganz aus Eisen hergestellt.
Die Folteropfer wurden teilweise an einem Pfahl o. ä., einem großen Holzkreuz oder einer Streckleiter festgebunden und dann vom Scharfrichter unter anderem mit dem (mobilen) Gespickten Hasen traktiert, was meistens auf dem Rücken der Opfer erfolgte, teils auch auf den Gliedmaßen und der Brust. Dabei wurde das mit einer gespickten Rolle ausgestattete Folterinstrument auf- und abgezogen. Die meisten Folteropfer wurden jedoch auf einer Streckbank oder einem Streckbrett gemartert, auf denen die Opfer dann meist auf stationären Gespickten Hasen hin- und hergezogen und überdehnt wurden. Teils gab es auch Streckbänke mit einer schweren obenliegenden Walze, die mit Stahlspitzen besetzt war (siehe nachfolgende Abbildungen), sowie Streckleitern, die zusätzlich mit einer mit spitzen Dornen besetzten Rolle ausgestattet waren.

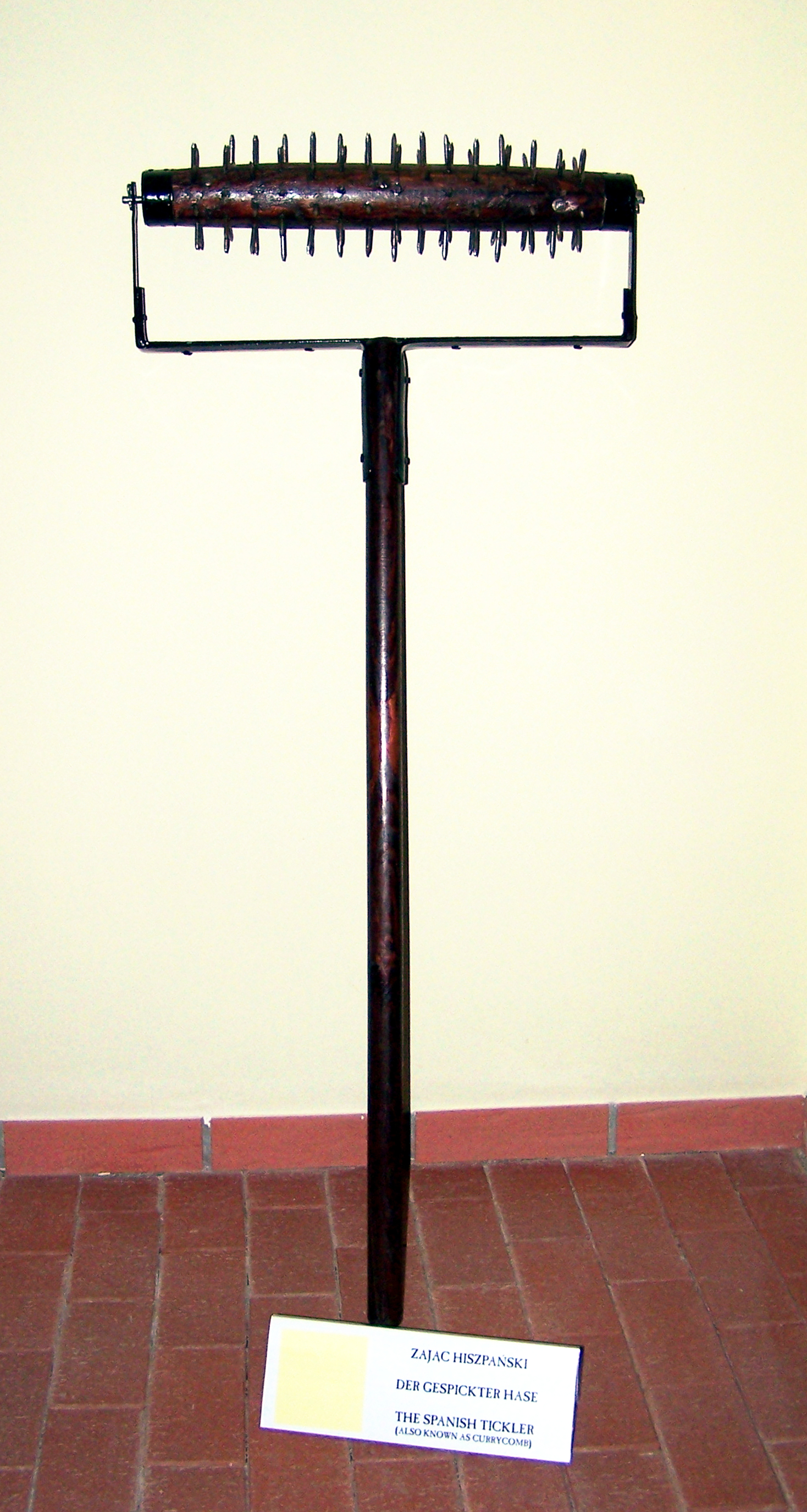
Gespickter Hase, hier als mobiles Folterinstrument mit einem Holzstiel ausgebildet.
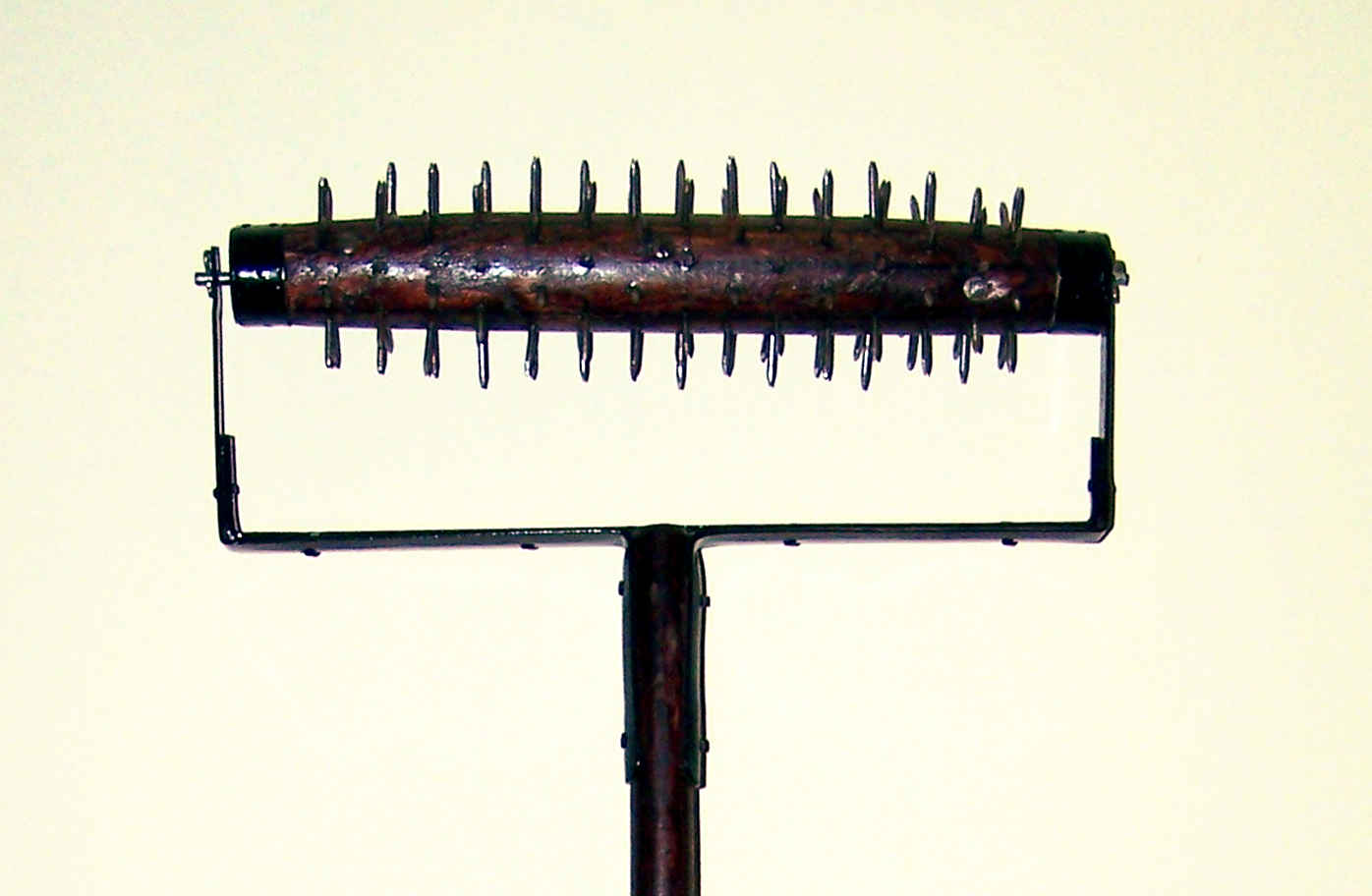
Teilansicht des Kopfteils mit der mit spitzen Eisenstiften versehenen Holzrolle.
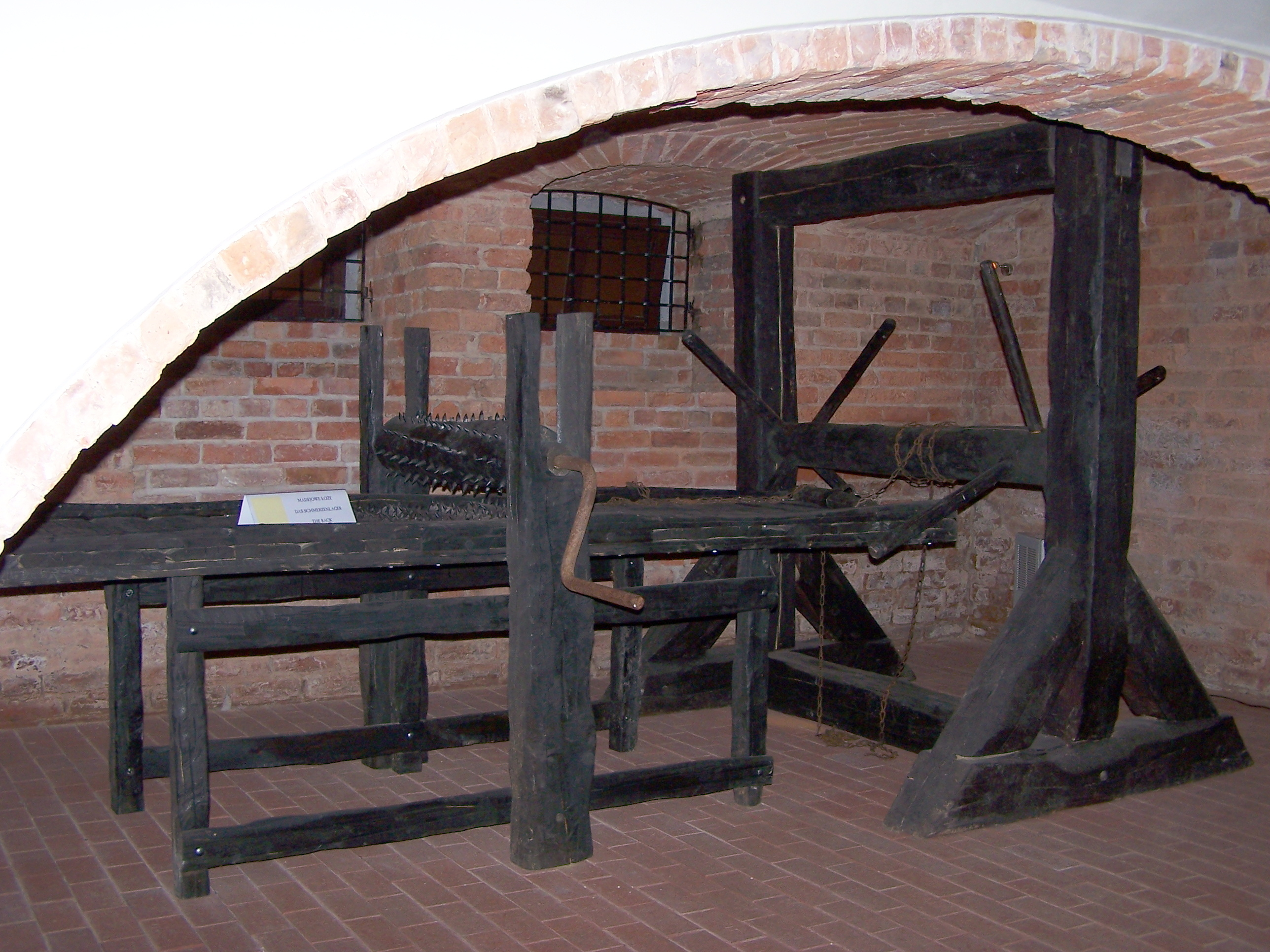
Streckbank mit mehreren Gespickten Hasen, rechts das Handhebelrad für die Streckung der Folteropfer.
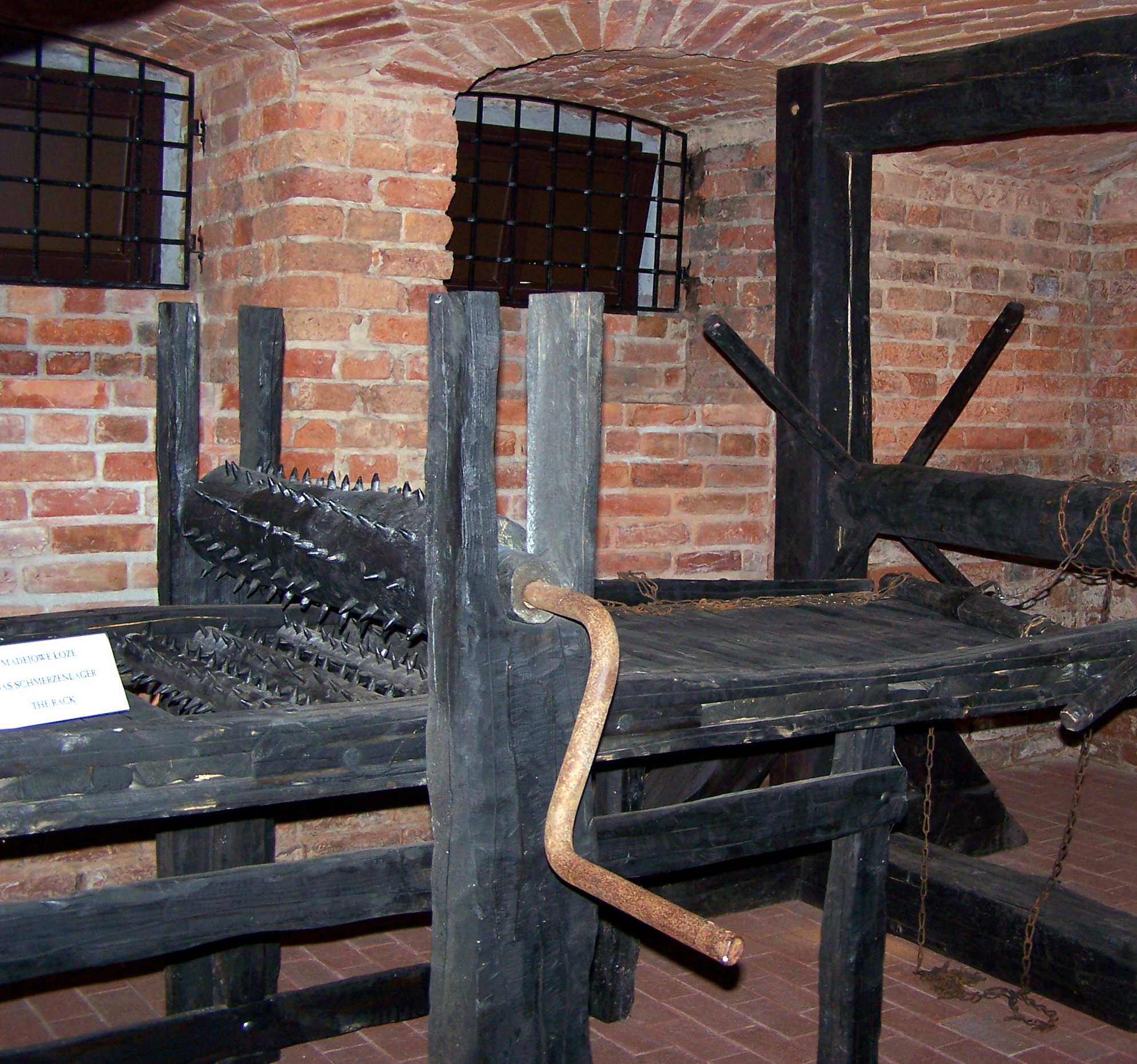
Detail: unten drei kleinere, mit Spitzen besetzte Walzen, oben eine größere mit Handkurbel.

## Museumsexponate
Historische Folterinstrumente oder Nachbildungen davon werden in verschiedenen speziellen Museen in mehreren Ländern ausgestellt, insbesondere in Mitteleuropa. Gespickte Hasen sind dabei oft als Exponate anzutreffen, meistens in Verbindung mit Streckbänken und Streckleitern und teils auch in anderen Ausformungen. So gehört dieses Marterwerkzeug zum Beispiel zum Ausstellungsfundus des nach eigenen Angaben größten mitteleuropäischen Foltermuseums in der Burg Sommeregg, die in der österreichischen Gemeinde Seeboden am Millstätter See gelegen ist.
Außerdem wird das Folterinstrument Gespickter Hase unter anderem im polnischen Museum des Lebuser Landes in Grünberg in Schlesien (Zielona Góra) gezeigt, im Mittelalterlichen Foltermuseum im hessischen Rüdesheim am Rhein und im Torture Museum im niederländischen Amsterdam sowie in zwei original erhaltenen Folterkammern: Im Schloss Pöggstall in der niederösterreichischen Gemeinde Pöggstall und in der Fragstatt im Alten Rathaus im bayerischen Regensburg und auch im Dithmarscher Landesmuseum.

## Darstellungen
Außer zeitgenössischen Abbildungen in Lexika und Museumsführern ist eine Darstellung eines Gespickten Hasen unter anderem in einem Kupferstich von Georg Paul Busch zu sehen; in seinem 1733 geschaffenen Porträt des Hallenser Rechtsgelehrten Justus Henning Böhmer stellte er neben der Justitia auch verschiedene Straf- und Folterwerkzeuge dar, so auch eine mit Spitzen versehene Walze als Teil einer Streckbank.